# Geny Steiger
Geny (Eugen) Steiger (* 30. Juni 1927 in Walenstadt; † 22. März 2010 ebenda) war ein Schweizer Bergsteiger und Bergführer und Pionier des Extremkletterns in der Schweiz.

## Leben
Geny Steiger begann in den heimischen Churfirsten mit Klettern, vorerst mit einfachster Ausrüstung und zum Teil barfuss. Zusammen mit Hansi Frommenwiler experimentierte er mit neuem Material, u. a. mit Holzkeilen. In den Churfirsten, in den Alpen und in den Anden gelangen ihm mehrere Erstbegehungen. Dazu die grossen Extremklassiker jener Zeit: Walkerpfeiler an den Grandes Jorasses, Aiguille du Dru Westwand, Grosse Zinne Nordwand, Badile Nordostwand.
Der gelernte Bauschlosser, Chefmonteur und Fachmann für Ölfeuerungen war im Zweitberuf Bergführer und Skilehrer. «Geny Steiger hat das Führerpatent erst spät und fast zufällig gemacht. Gerade deshalb ist er vielleicht Bergführer aus Berufung und nicht aus Beruf: begeistert und erfüllt vom Bergsteigen, ein perfekter und lieber Kamerad, zielsicher und entschlossen in allen Situationen, völliger Meister aller technischen Probleme ... Diese Sicherheit macht ihn ohne Zweifel zu einem der besten Bergsteiger unserer Zeit.» Das schrieb ihm 1960 Ruedi Schatz ins Führerbuch, Präsident des KCA und St. Galler Nationalrat.
1959 nahm Geny Steiger an der vom Kletterclub Alpstein und dem Schweizer Alpen-Club organisierten Expedition in die peruanischen Anden teil. Dort gelang ihm u. a. die Erstbegehung der Nordwand des Huandoy. 1965 nahm er an der unter dem Patronat der Schweizerischen Stiftung für Alpine Forschung stehenden Expedition in die Cordillera Blanca teil, zusammen mit seiner Frau Gaby.
Mit seiner Frau Gaby Steiger-Huber unternahm er ab 1954 schwerste Touren und Erstbegehungen, bis sie als Folge eines ärztlichen Kunstfehlers ab etwa 1980 einen Rollstuhl nutzen musste. Unter andern erinnert die von ihnen erstbegangene Steiger-Route an der Punta Albigna im Bergell an das kletternde Ehepaar.

## Wichtige Erstbegehungen (Auswahl)
- August 1951: Schibenstoll Holzkeilriss. Mit Hansi Frommenwiler.
- 16. Oktober 1954: Rosskirche Nordroute. Mit Gaby Huber.
- 25. Juni 1955: Frümsel Ostwand. Mit Gaby Huber.
- 5. November 1955: Selun Ostgipfel, Südpfeiler. Mit Gaby Huber.
- 23. September 1956: Schibenstoll Westgipfel, Südwand. Mit Seth Abderhalden.
- 29. August 1962: Selun Hauptgipfel Südkante. Mit Gaby Steiger.
- 19. September 1963: Frümsel Südwestwand. Mit Gaby Steiger.
- 9. Oktober 1965: Chäserrugg Südwand/Südverschneidung. Mit Gaby Steiger.
- 1962: Punta Albigna, Steiger-Route. Mit Gaby Steiger.